# Murtaz Dausvili
Murtaz Dausvili (grúz írással: მურთაზ დაუშვილი; Tbiliszi, 1989. május 1.) grúz labdarúgó

## Pályafutása

### Klubcsapatokban
Dausvili 2005-ben mutatkozott be a Zesztaponi felnőtt csapatában. Hét szezont töltött a csapatnál, ezalatt 128 bajnoki mérkőzésen lépett pályára. 2012 januárjában az ukrán Karpati Lviv csapatához szerződött. 2016 májusában lejárt a szerződése, amelyet nem hosszabbítottak meg, a Lviv színeiben 75 bajnokin kapott lehetőséget. 2016 júliusában az izraeli Bné Szakhnín is érdeklődött iránta, azonban ő a magyar élvonalban szereplő Diósgyőri VTK csapatához írt alá. A miskolci csapatban 26 bajnoki találkozón szerepelt, azonban Bódog Tamás vezetőedző nem tartott igényt a játékára, így egy szezont követően távozott a klubtól. 2018 februárjában a grúz Szamtrediában folytatta pályafutását, de ott fél év alatt mindössze hét bajnokin kapott lehetőséget, majd felbontották a szerződését. 2018 októberében a Szombathelyi Haladás igazolta le. 19 bajnokin lépett pályára a 2018-2019-es szezonban. A Haladás az idény végén kiesett, Dausvili pedig a ciprusi Anórthoszi Ammohósztu csapatában folytatta pályafutását.

### A válogatottban
A grúz válogatottban 2008. november 19-én mutatkozott be, Románia ellen. Eddig 36 alkalommal viselte a grúz címeres mezt.

## Külső hivatkozások
- Socceerway Profile
- WorldFootball Profile